# Цильна
Цильна́ (чув. Чӑнлӑ) — рабочий посёлок, административный центр Цильнинского городского поселения Цильнинского района Ульяновской области России. Железнодорожная станция Цильна на учасике Ульяновск — Свияжск Волжской рокады.
Расстояние до административного центра 47 км.

## История
Возник в годы Великой Отечественной войны в 1942 году, в связи со строительством железной дороги Волжской рокады, как железнодорожная станция Цильна.
7 августа 1962 года посёлок Цильнинский стал рабочим посёлком Цильна. 
С 1 февраля 1963 года по 12 января 1965 год входил в состав Сенгилеевского промышленного района. 
С 3 ноября 1965 года вошёл в состав Цильнинского района.
С 2005 года административный центр Цильнинское городское поселение.

## Население
| 1970  | 1979  | 1989  | 2002  | 2009  | 2010  | 2012  |
| ----- | ----- | ----- | ----- | ----- | ----- | ----- |
| 2989  | ↗4497 | ↗4720 | ↘4165 | ↗4169 | ↘4119 | ↘4084 |
| 2013  | 2014  | 2015  | 2016  | 2017  | 2018  | 2019  |
| ↘4025 | ↘3952 | ↘3902 | ↘3876 | ↘3793 | ↘3765 | ↘3675 |
| 2020  | 2021  |       |       |       |       |       |
| ↘3664 | ↗3876 |       |       |       |       |       |

## Предприятия
- Ульяновский сахарный завод (ПАО). Введён в эксплуатацию в 1967 году
- Цильнинское сельхозпредприятие (ООО)
- Цильнинский хлебозавод (АО)
- Элеватор «Цильна» (ООО)

## Религия
Православные храмы
- Церковь Троицы Живоначальной

Мечети
- Мечеть

## Интересный факт
Цильна уже существовала до 1880 года, как село Цильна (Рождественское), ныне село Русская Цильна. 

## Известные уроженцы, жители
- Колсанов Александр Владимирович — профессор РАН,  российский хирург. Доктор медицинских наук, ректор Самарского государственного медицинского университета, заведующий кафедрой оперативной хирургии и клинической анатомии с курсом инновационных технологий.
- Малышев Николай Иванович (Герой Советского Союза) — учился в школе, которой присвоили его Имя[19][20].